# Mălina Olinescu
Mălina Olinescu (21. januar 1974- 12. december 2011) var en rumænsk sanger, som repræsenterede Rumænien ved Eurovision Song Contest 1998, med sangen "Eu cred", og kom på en 22.- plads med 6 point, som alle kom fra Israel. Hun døde den 12. december, 2011. Politiet formoder at hun begik selvmord.